# Syberia (gmina)
Syberia – dawna gmina wiejska istniejąca w latach 1973–1976 w woj. warszawskim, a następnie w woj. ciechanowskim (dzisiejsze woj. mazowieckie). Siedzibą gminy była Syberia.
Gminę Syberia utworzono 1 stycznia 1973 roku w powiecie żuromińskim w woj. warszawskim. 1 czerwca 1975 gmina weszła w skład nowo utworzonego woj. ciechanowskiego.
1 lipca 1976 roku gmina została zniesiona, a jej obszar włączono do gmin:
- Lubowidz (Cieszki, Huta, Jasiony, Kipichy, Mleczówka, Płociczno, Purzyce, Rynowo, Sinogóra, Suchy Grunt, Syberia, Zatorowizna, Zdrojki i Żarnówka),
- Lutocin (Pietrzyk),
- Żuromin (Dąbrowice, Raczyny, Rozwozin i Tadajówka).